# 李贽故居
24°53′49″N 118°35′01″E / 24.89694°N 118.58361°E
李贽故居位于中国福建省泉州市鲤城区德济门外万寿路，是明代思想家李贽青少年时代居住的地方，1985年被列为福建省文物保护单位。
李贽故居是一座两进三开间的普通民房，占地面积495平方米。正厅建筑形式为坡屋顶，砖木结构。